# Leo Gasperl
Leo Gasperl (Bad Mitterndorf, 24 maggio 1912 – Rivisondoli, 25 marzo 1997) è stato uno sciatore alpino austriaco.
Ha preso principalmente parte a competizioni a parte sci alpino, anche se ha partecipato anche a gare di salto con gli sci e sci di fondo. Nel corso della sua carriera ha vinto numerose gare internazionali e, nel 1932, ha ottenuto il primato di velocità sugli sci nel c.d. chilometro lanciato. Dal 1935 è stato allenatore della squadra nazionale di sci italiana.

## Biografia
Cresciuto in Stiria, iniziò a gareggiare sugli sci già quando era alla scuola elementare, in ambito studentesco. Frequentò la scuola media a Bad Aussee, prima di entrare in una scuola professionale di Kitzbühel in Tirolo, all'età di 15 anni, dove svolse l'apprendistato di meccanico. Nel 1924 divenne campione giovanile austriaco a Mariazell nello sci alpino. Nel 1931, a Kitzbühel, nel salto con gli sci, raggiunse un primato di 64 metri. Il 7 febbraio 1932 a Davos, in Svizzera, ottenne la sua prima grande vittoria internazionale quando divenne il primo straniero a vincere la gara svizzera del Parsenn Derby. Questa vittoria gli valse un invito alla terza gara di chilometro lanciato di St. Moritz, di una settimana più tardi. Gasperl vinse anche ivi, nell'alta velocità, per giunta raggiungendo i 136,3 chilometri all'ora, nuovo primato mondiale della disciplina.
Nell'inverno del 1933 Gasperl vinse una discesa libera al Monte Canin, una combinata al Sestriere e lo slalom di combinata a marzo in Wengen (dove fu anche terzo in discesa). Al campionato mondiale di sci alpino del 1933, ad Innsbruck, fu convocato sia nelle discipline alpine dove chiuse in settima posizione in discesa libera, che nel salto con gli sci dove finì al 17º posto. Nel 1934 vinse per la seconda volta il chilometro lanciato a St. Moritz con una velocità di 129,263 km/h. Nello stesso anno vinse anche una combinata, sempre a St. Moritz, e una discesa liberala all'Abetone. Nell'inverno del 1935 dominò tre delle sei gare al Sestriere, valide per la classifica della Coppa del Re, aggiudicandosi il trofeo. Al campionato mondiale di sci alpino del 1935, a Mürren, finì decimo nello slalom, mentre non terminò la discesa.
Negli anni successivi partecipò solo ad un paio di gare di sci e, a partire dal 1935, assunse le cure della nazionale italiana al fine di prepararla ai Giochi Olimpici Invernali del 1936. Tra gli sciatori italiani che Gasperl allenò vi furono Giacinto Sertorelli, Vittorio Chierroni, Alberto Marcellin e Zeno Colò che, nel 1947, gli tolse il primato mondiale sul chilometro lanciato, dopo addirittura 15 anni di attesa, in una gara uno contro uno con il vecchio maestro, battuto per soli tre centesimi sulla pista del Piccolo Cervino. Gasperl fu anche un innovatore della tecnica dello sci e s'impose come uno dei precursori delle "virate a sci paralleli", che da lui sarebbero state dette "curve Gasperl". La cooperazione con la nazionale italiana dopo la Coppa del Mondo si concluse nel 1941, ma rimase in Italia, dove nel frattempo si era anche sposato, nel 1937, con Luciana Albano. Fece il maestro di sci e gestì un negozio a Cervinia, disegnando anche una sua linea di moda e insegnando i rudimenti a personalità quali Gina Lollobrigida e Anita Ekberg, Vittorio Gassman ed Emma Gramatica; tra gli altri, ebbe l'onore di sciare con Umberto di Savoia e l'Aga Khan. Partecipò anche a diversi film, come "Monte Miracolo" (Im Banne des Monte Miracolo) diretto da Luis Trenker, e scrisse diversi libri sullo sport dello sci. Nel 1972 decise di lasciare la Valle d'Aosta e di trasferirsi in Abruzzo, dove prese casa a Rivisondoli, piccolo comune del comprensorio sciistico delle Cinquemiglia, con l'intenzione di dedicare alle montagne dell’Alto Sangro la parte finale della sua vita.
| Controllo di autorità | VIAF (EN) 849141 · ISNI (EN) 0000 0000 2202 4813 · GND (DE) 120641623 |